# Relazioni bilaterali tra Francia e Israele
Le relazioni bilaterali tra Francia e Israele concernono i rapporti di diplomazia intercorrenti tra i due paesi presi in esame.
Subito dopo la Dichiarazione d'indipendenza israeliana del 1948 e all'inizio degli anni 1950, Francia e Israele mantennero stretti legami politici e militari. La Francia risultò il principale fornitore di armi al nuovo Stato fino al suo ritiro dalla guerra d'Algeria nel 1962. Tre giorni prima dello scoppio della guerra dei sei giorni nel 1967, il governo di Charles de Gaulle impose un embargo sulle armi nella regione, che venne però a colpire soprattutto Israele.
Sotto la presidenza di François Mitterrand nei primi anni 1980 le relazioni franco-israeliane migliorarono notevolmente. François Mitterrand diventò il primo presidente della Repubblica francese a visitare Israele mentre si trovava in carica. Dopo che Jacques Chirac fu eletto presidente nel 1995 le relazioni diminuirono a causa del suo sostegno a Yasser Arafat durante le prime fasi della Seconda intifada.
A seguito dell'elezione della presidenza di Nicolas Sarkozy nel maggio del 2007 la nuova leadership francese affermò che si sarebbe rifiutata di salutare un altro leader mondiale che non avesse ancora riconosciuto il diritto all'esistenza di Israele.
La Francia ha un'ambasciata a Tel Aviv e un consolato generale a Gerusalemme; Israele da parte sua ha un'ambasciata a Parigi e un consolato generale a Marsiglia.

## Tabella di comparazione
|                                 | Francia | Israele                                                   |
| ------------------------------- | --- | --------------------------------------------------------- |
| Bandiera                        | Francia (bandiera) | Israele (bandiera)                                        |
| Popolazione                     | 67.348.000 (2018) | 8.904.280 (2018)                                          |
| Superficie                      | 640 679 km² (247 368 mi²) | 20 770 km² (8 019 mi²)                                    |
| Densità di popolazione          | 105/km² (272/sq mi) | 403/km² (1 044/sq mi)                                     |
| Capitale                        | Parigi | Gerusalemme                                               |
| Città maggiore                  | Parigi 2.206.488 (12.405.426 Area metropolitana)                                                                                | Gerusalemme 901.302 (1.253.900)                           |
| Regioni metropolitana più vasta | Area metropolitana di Parigi 12.405.426                                                                                         | Conurbazione di Gush Dan 3.854.000                        |
| Forma di governo                | Repubblica semipresidenziale | Repubblica parlamentare                                   |
| Primo Capo di Stato             | Clodoveo I | Saul                                                      |
| Capo di Stato in Carica         | Emmanuel Macron | Reuven Rivlin                                             |
| Lingua ufficiale                | Lingua francese | Lingua ebraica                                            |
| Religioni maggiori              | 51,1% Cristianesimo, 38,6% Irreligiosità in Francia, 5,6% Islam in Francia, 1,8% Ebraismo, 0,4% Non sa/Non risponde, 2,5% Altro | 75.4% Ebraismo, 20,89% Islam, 7,8% Altro                  |
| Etnia                           | 89,4%% Francesi, 4,4% Cittadini naturalizzati, 8,9% Residenti immgrati, 6,2% Altro                                              | 75,4% Ebrei, 20,6% Cittadini arabi di Israele, 4,1% Altro |
| Prodotto interno lordo nominale | US$2,96 trilioni ($45.473 pro capite)                                                                                           | US$305 bilioni ($38.004 pro capite)                       |
| Spesa per la Difesa             | $46,1 bilioni (1,8% del PIL) | $23,2 bilioni (7,6% del PIL)                              |
| Forza armata                    | 297.761 | 176.500                                                   |
| Parlanti la Lingua inglese      | 39% | 84,97%                                                    |
| Forza lavoro                    | 35.500.000 | 4.198.000                                                 |

## Storia
L'affare Dreyfus esploso tra il 1894 e il 1906 fu il primo e piuttosto aspro collegamento tra il nascente movimento del Sionismo e la Terza Repubblica francese. La destituzione di un ufficiale francese di origine ebraico-tedesca - Alfred Dreyfus - in uno Stato europeo moderno motivò Theodor Herzl nell'organizzare il Primo congresso sionista nel 1897 e ad impegnarsi per realizzare quanto prima una "casa nazionale per gli ebrei".
Durante il quarto Congresso sionista mondiale tenutosi a Londra nel 1900, Herzl disse nel suo discorso che "...non è necessario giustificare l'organizzazione del Congresso a Londra, l'Inghilterra è uno degli ultimi posti rimasti sulla terra dove c'è libertà dall'antisemitismo". Mentre il governo di Sua Maestà cominciò a riconoscere l'importanza e la validità del movimento sionista, il governo della Francia invece se ne astenne deliberatamente.
La prima e più forte connessione tra il Movimento Sionista e la Francia si verificò durante la seconda guerra mondiale tra gli anni 1940-1944, nel corso dell'occupazione tedesca della Francia.

### Anni 1940-60
Dopo l'avvenuta liberazione del territorio francese da parte degli alleati della seconda guerra mondiale David Ben Gurion fu ben sicuro che Charles de Gaulle lo avrebbe aiutato nella fondazione di uno Stato ebraico.
Il 12 gennaio del 1949 la Francia riconobbe l'esistenza di Israele e sostenne la decisione di farlo ammettere in seno all'Organizzazione delle Nazioni Unite; nel 1953 iniziò poi a vendere armi francesi ad Israele e divenne ben presto uno dei suoi più stretti alleati e sostenitori. La Francia condivise un forte interesse strategico contro il nazionalismo arabo radicale, poiché dovette affrontare il sentimento nazionalista prevalente nei suoi territori algerini.
Durante la fine degli anni 1950 la Francia fornì a Israele il Dassault Mirage III - l'aereo più avanzato mai posseduto dall'alleato fino a questo momento e il loro primo serio aereo da caccia.
Nell'ottobre del 1957 venne controfirmato un accordo tra le due nazioni sulla costruzione della prima centrale nucleare in Terra di Israele, che fu completata nel 1963. Il futuro presidente di Israele Shimon Peres fu il politico che negoziò direttamente l'avvenuto accordo.

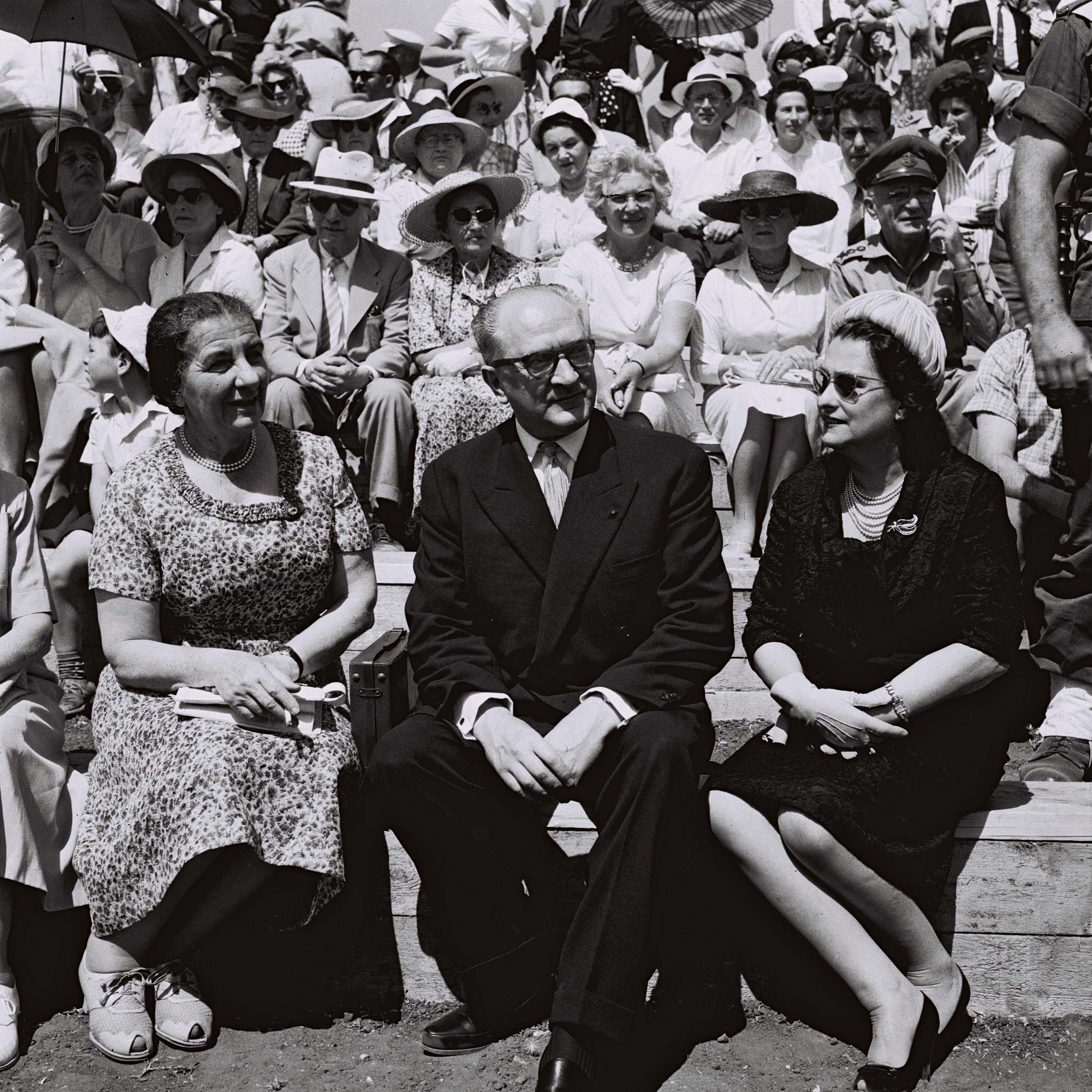
Golda Meir con il primo ministro francese Guy Mollet a Tel Aviv nel 1959.

Nel documentario del 2001 di Michael Karpin intitolato A Bomb in the Basement Abel Thomas, capo dello staff politico del ministro della difesa della Francia, all'epoca disse che Francis Perrin, il capo della "Commissione francese per l'energia atomica", consigliò all'allora Primo ministro francese Guy Mollet sul fatto che Israele avrebbe dovuto possedere una sua bomba atomica.
Secondo quanto rivelato dal film-documentario la Francia ha fornito a Israele un reattore nucleare oltre che personale specializzato per installarlo in loco, insieme all'uranio arricchito e ai mezzi per produrre plutonio; il tutto in cambio di un forte appoggio nell'imminente crisi di Suez. Quest'ultima segnò un punto di spartiacque per le reciproche relazioni bilaterali.
Israele, Francia e Regno Unito cospirarono per il controllo del Canale di Suez; Israele avviò un'operazione di invasione a sorpresa dell'Egitto, seguito di lì a poco anche dai due alleati europei. Lo scopo avrebbe dovuto essere quello di riguadagnare il controllo delle potenze occidentali sul Canale e di rimuovere dal potere il presidente dell'Egitto Gamal Abd el-Nasser, nonché di riaprire gli Stretti di Tiran alle imbarcazioni israeliane e fermare le incursioni e i raid dei fedayyin palestinesi sponsorizzate dall'egiziano.
Dopo l'inizio dei combattimenti, gli Stati Uniti d'America, l'Unione Sovietica e le Nazioni Unite costrinsero i tre invasori a ritirarsi. La Francia impose un embargo sulle armi a Israele prima dell'inizio della guerra dei sei giorni. Di conseguenza Israele dovette passare a un blitz in quanto la sua forza aerea israeliana non poteva mantenere gli aerei per più di un paio di mesi senza pezzi di ricambio francesi. Secondo The New York Times:
Il cambio di schieramento compromise seriamente anche il rapporto franco-americano, poiché la Francia veniva oramai vista come un potere neo-coloniale sempre più obsoleto e aggressivo. Gli Stati Uniti iniziarono ad assumere il ruolo attuale di alleato di Israele proprio a partire dal 1967, mentre la Francia decise di schierarsi con il mondo arabo per migliorare le sue relazioni dopo l'indipendenza dell'Algeria.

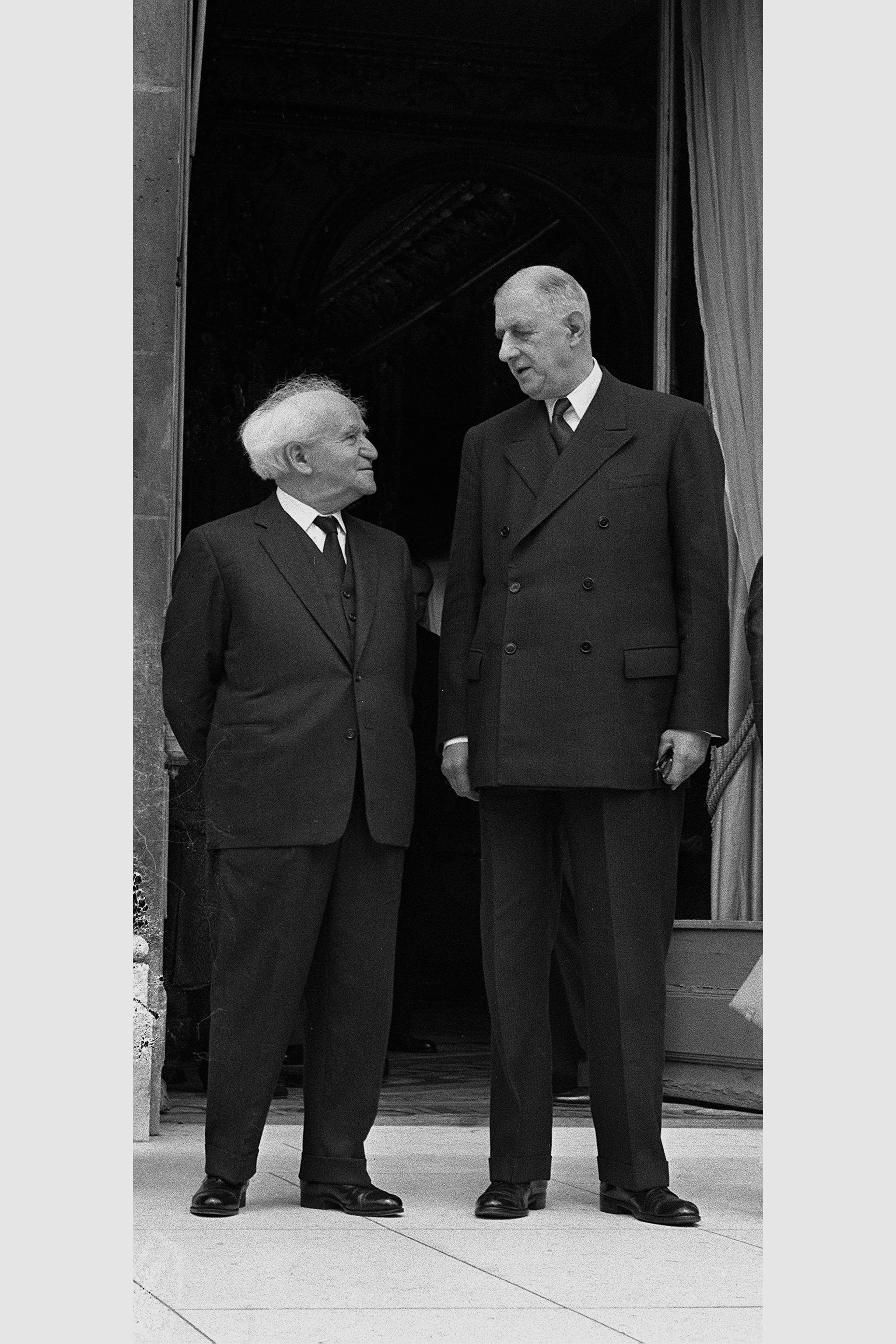
David Ben Gurion e Charles de Gaulle nel 1960 davanti al palazzo dell'Eliseo.

Nel 1960 Ben Gurion giunse in terra francese per la sua prima visita ufficiale.
Fino al 1967 la Francia rimase il principale fornitore di armi israeliane; ma dopo il giugno di quell'anno il governo de Gaulle come detto impose un embargo sulle armi nella regione, il che colpì soprattutto Israele.
Nel 1969 de Gaulle si ritirò a vita privata e Israele sperò che il nuovo presidente della Repubblica francese Georges Pompidou avrebbe migliorato le relazioni, ma questi continuò invece l'embargo sulle armi.

### Anni 1970-90
Nel 1981 François Mitterrand venne eletto in qualità di 21º Presidente della Repubblica; fu il primo capo di Stato della sinistra politica dal 1957 ed era considerato un amico del popolo ebraico nonché amante dello studio della Bibbia. Nel 1982 visitò Israele e parlò all'assemblea riunita nella Knesset.
Entrambi i paesi schiereranno le proprie forze armate in situ durante la guerra civile in Libano.

### Anni 2000

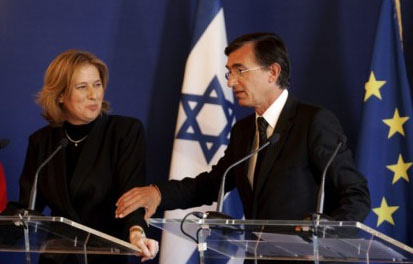
Tzipi Livni con Philippe Douste-Blazy nel 2006.

Nel 2006 l'esportazione francese verso Israele si è accresciuta fino a 683 milioni di euro (corrispondenti a 1,06 miliardi di dollari statunitensi).
La Francia è l'11º maggiore fornitore di beni e rappresenta il 9° più vasto mercato per il paese del Vicino Oriente. I principali articoli di esportazione sono gli autoveicoli, le materie plastiche, i prodotti della chimica organica, quelli aeronautici e spaziali, i profumi e cosmesi.
La 2° percentuale più alta del turismo in Israele proviene dalla Francia.
Il 13 febbraio del 2008 Nicolas Sarkozy ha parlato alla cena annuale del "Conseil Représentatif des Institutions juives de France". Il discorso è stato visto come un segno di calore ritrovato tra il palazzo dell'Eliseo e la storia degli ebrei in Francia, il cui posto nella società francese è stato scosso negli ultimi anni a seguito di un'ondata di attacchi antisemiti. "Israele può contare su una nuova dinamica nei suoi rapporti con l'Unione europea", ha dichiarato Sarkozy: "La Francia non comprometterà mai la sicurezza di Israele".
Israele ha accolto anche con estremo favore la dura presa di posizione del presidente francese sia contro Hamas che Hezbollah, appoggiati e sostenuti entrambi dall'Iran. Durante la guerra del Libano (2006), la Francia ha svolto un ruolo chiave negli sforzi dell'Europa per ottenere un rapido cessate il fuoco.
Il 30 giugno del 2009 Sarkozy ha esortato il primo ministro israeliano Benjamin Netanyahu a respingere dal suo incarico il ministro degli Esteri israeliano Avigdor Lieberman, dicendogli: "Devi liberarti di quell'uomo, devi rimuoverlo da questa posizione".

### Anni 2010
Nel gennaio del 2016 il ministro degli Esteri francese Laurent Fabius ha annunciato che la Francia avrebbe fatto convocare una conferenza internazionale con l'obiettivo di consentire nuovi colloqui di pace israelo-palestinesi. Ha detto, tuttavia, che se questi colloqui non avessero avuto successo, la Francia avrebbe riconosciuto lo Stato di Palestina.
I funzionari israeliani hanno però respinto con decisione quello che era considerato come un autentico ultimatum, mentre la leadership israeliana dell'opposizione ha affermato che la minaccia francese di riconoscere la Palestina è stata innescata dall'attuale diplomazia fallimentare dello stesso governo israeliano.

## Cooperazione culturale, scientifica e tecnica

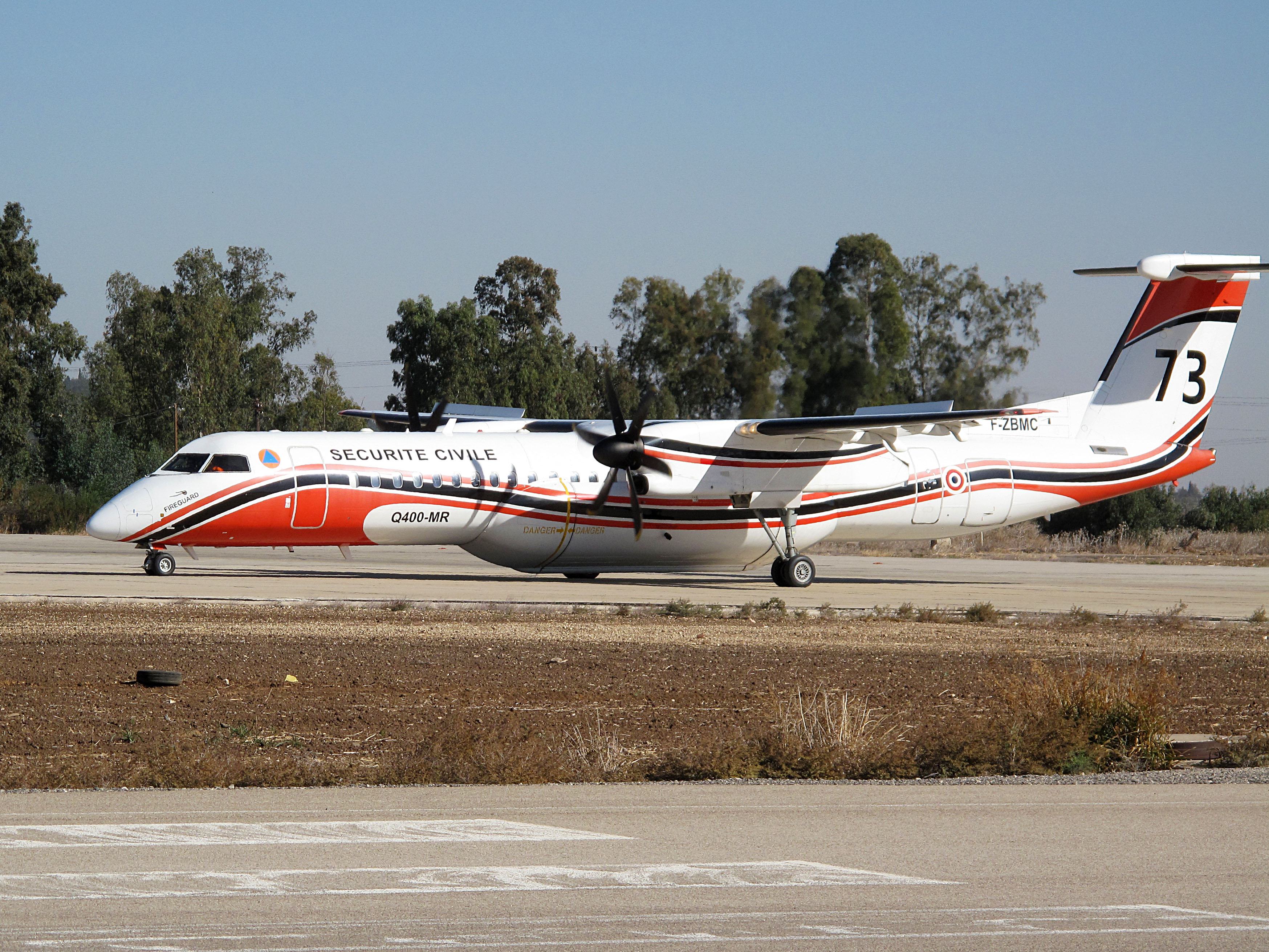
Un aereo antincendio francese (Bombardier Dash 8) si prepara al decollo nel Nord di Israele.

La cooperazione culturale, tecnologica e scientifica tra le due nazioni si basa su accordi bilaterali che risalgono al 1959.
Nel giugno del 2007 è stato aperto un nuovo "Institut de France" a Tel Aviv. In onore del 60º anniversario della sua indipendenza, Israele è stato ospite ufficiale all'annuale salone del libro di Parigi nel marzo del 2008.
Dal 2004 in poi sono stati avviati dei programmi di ricerca di rete nei campi della genetica e della medicina, della matematica, della diagnostica per immagini e della biologia, nonché della bioinformatica, con circa 100 ricercatori coinvolti in ciascuno di essi. Nuovi programmi dovrebbero essere introdotti nelle aree della genomica, della ricerca sul cancro, delle neuroscienze, dell'astrofisica e della robotica.
Come parte del festival culinario francese "So French, So Good" 12 chef francesi riconosciuti internazionalmente hanno visitato Israele nel febbraio del 2013 per lavorare assieme ai loro colleghi israeliani e a tenere delle "master class".